# Jaroslaw Dombrowski
El general Jaroslao o Jaroslaw Dombrowski, en su natal polaco Jarosław Dąbrowski, pseudónimo Łokietek (Jitomir, 12 de julio de 1836 - París, 23 de mayo de 1871) fue un noble y militar polaco en el Ejército Imperial Ruso. También fue un activista independentista del ala izquierda y republicano radical por Polonia, y comandante militar de la Comuna de París en su último periodo. Participó en el levantamiento de Enero polaco de 1863 y fue uno de los líderes de la facción "roja" de los insurrectos como miembro del Comité Nacional Central y el Gobierno Provisional Nacional Polaco. Fue deportado a Siberia, de donde consiguió evadirse. Huyó a Francia, y allí combatió con la Comuna de París de 1871, de la que estuvo al cargo, muriendo en las barricadas.

## Primeros años
Dąbrowski nació en 1836, después de las Particiones de Polonia, en Żytomierz, en la Gobernación de Volinia del Imperio ruso, en lo que hoy es ahora Zhytomyr en Ucrania. Era miembro de la antigua familia szlachta Żądło-Dąbrowski z Dąbrówki. Llevaba el escudo de armas de Radwan. Su padre era Wiktor Żądło-Dąbrowski, su madre era Zofia, de soltera Falkenhagen-Zaleska.

## Carrera militar

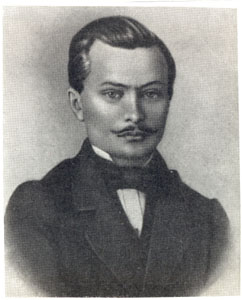
Dąbrowski en 1861

En 1845, a la edad de 9 años, Dąbrowski se unió al Ejército Imperial Ruso, alistándose en el cuerpo de formación de oficiales en la fortaleza de Brest-Litovsk, donde pasó 8 años. Se graduó del Cuerpo de Cadetes de San Petersburgo en 1855. Luchó como oficial ruso contra los levantamientos de la población montañesa local en la guerra del Cáucaso. En 1859 se enroló en la Academia de Estado Mayor en San Petersburgo. Ahí fue uno de los líderes del secreto "Comité de Oficiales del Primer Ejército". Sus miembros incluían varios centenares de oficiales rusos y polacos, cooperando con el revolucionario movimiento "Zemlya i Volya" (Tierra y Libertad). Participó en la preparación del Alzamiento de Enero, pero fue arrestado el 14 de agosto de 1862, y exiliado a Siberia por su participación en un complot contra el zar Alejandro II. En 1865 escapó y huyó a Francia.

## En París

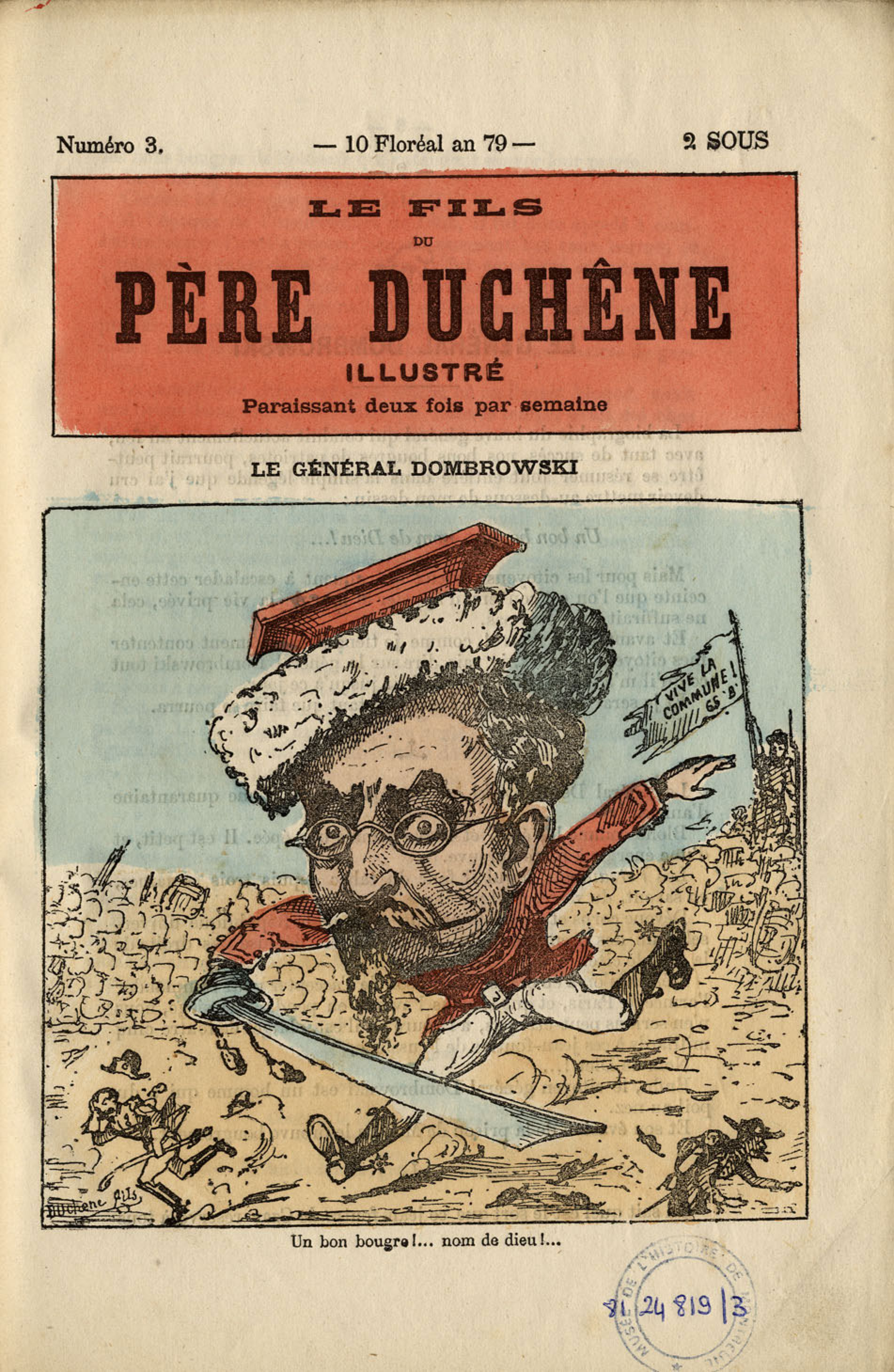
Caricatura de Dąbrowski en Le Père Duchesne Illustré: "Un bon bougre!... Nom de Dieu!..." ("¡Un buen chico!... ¡¡Por Dios!!..."); Mayo de 1871.

A principios de marzo de 1871, tras meses de sitio por tropas prusianas y la captura de Napoleón III por el Ejército prusiano, una coalición anarco-socialista llamada la Comuna de París tomó el poder en París y se declaró independiente del gobierno francés. Dąbrowski fue elegido para el Consejo de la Comuna de París, usando por su grafía Jaroslav Dombrowski. Como uno de los pocos soldados de la Comuna con experiencia militar, pronto fue nombrado Comandante en Jefe de las fuerzas de la Comuna.
El 21 de mayo de 1871, poco después de ser nombrado comandante, el Ejército francés atacó y entró en París. La primera reacción de muchos de la Guardia Nacional fue encontrar un culpable, y Dąbrowski fue el primero en ser acusado. Circularon rumores de que había aceptado un millón de francos por abandonar la ciudad. Estuvo profundamente ofendido por los rumores. Pararon cuando murió dos días después de las heridas recibidas en las barricadas. Sus últimas palabras registradas fueron, "Todavía dicen que yo era un traidor?" La Comuna cayó el 28 de mayo de 1871.

### Error de identificación con el pianista Henri Dombrowski
Un retrato fotográfico, tomado antes de 1871, del pianista parisino Henri Dombrowski fue falsamente atribuido como fotografía del General Jarosław Dąbrowski por el fotógrafo Pierre Petit. Petit vendió 200.000 copias de la foto. Henri Dombrowski reclamó una indemnización. El error de identificación con el pianista Henri Dombrowski puede verse en muchos monumentos y representaciones de Jarosław Dąbrowski como resultado de la acción de Petit.

## Legado

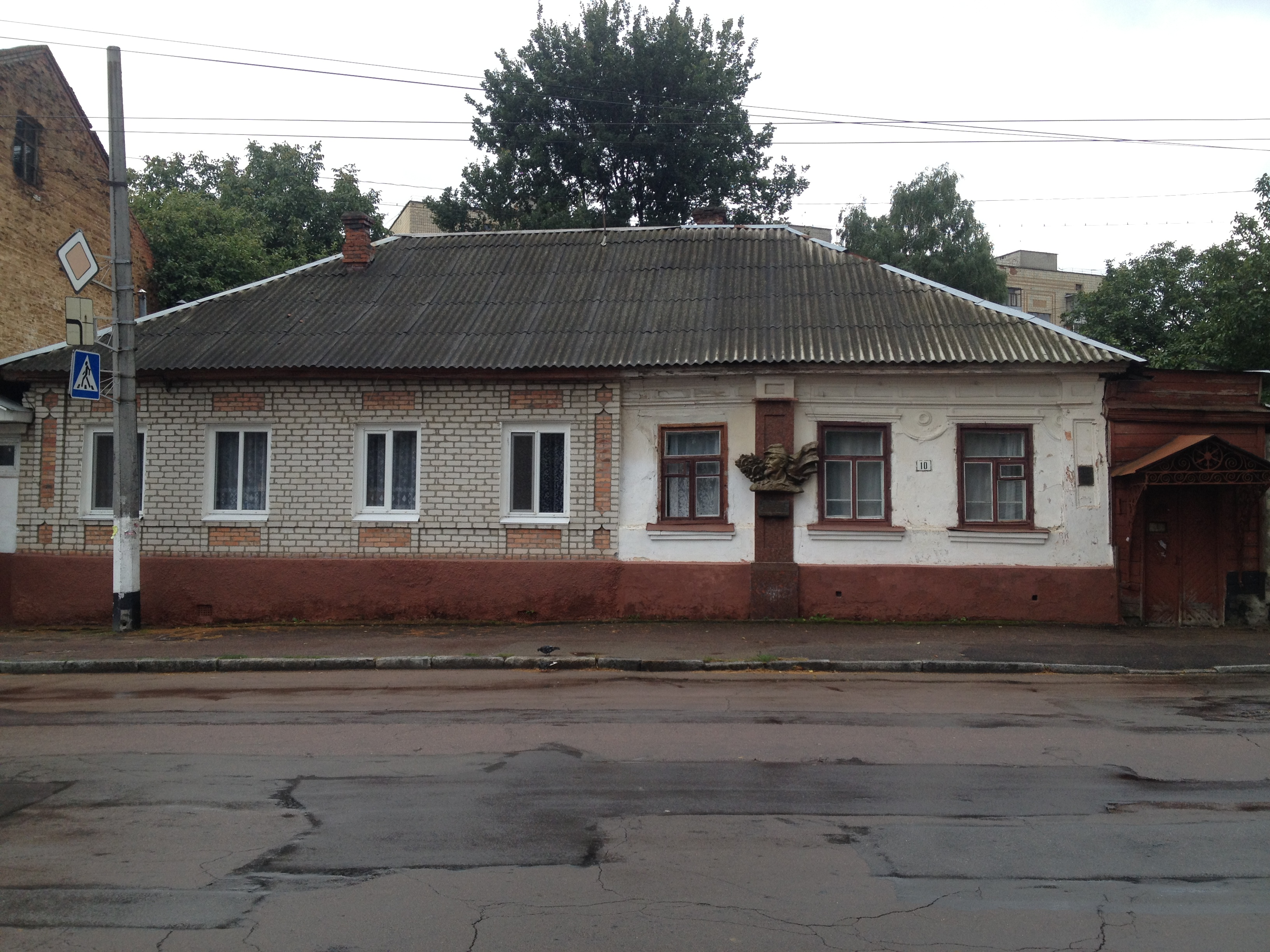
Casa en Zhytomyr donde nació Dąbrowski
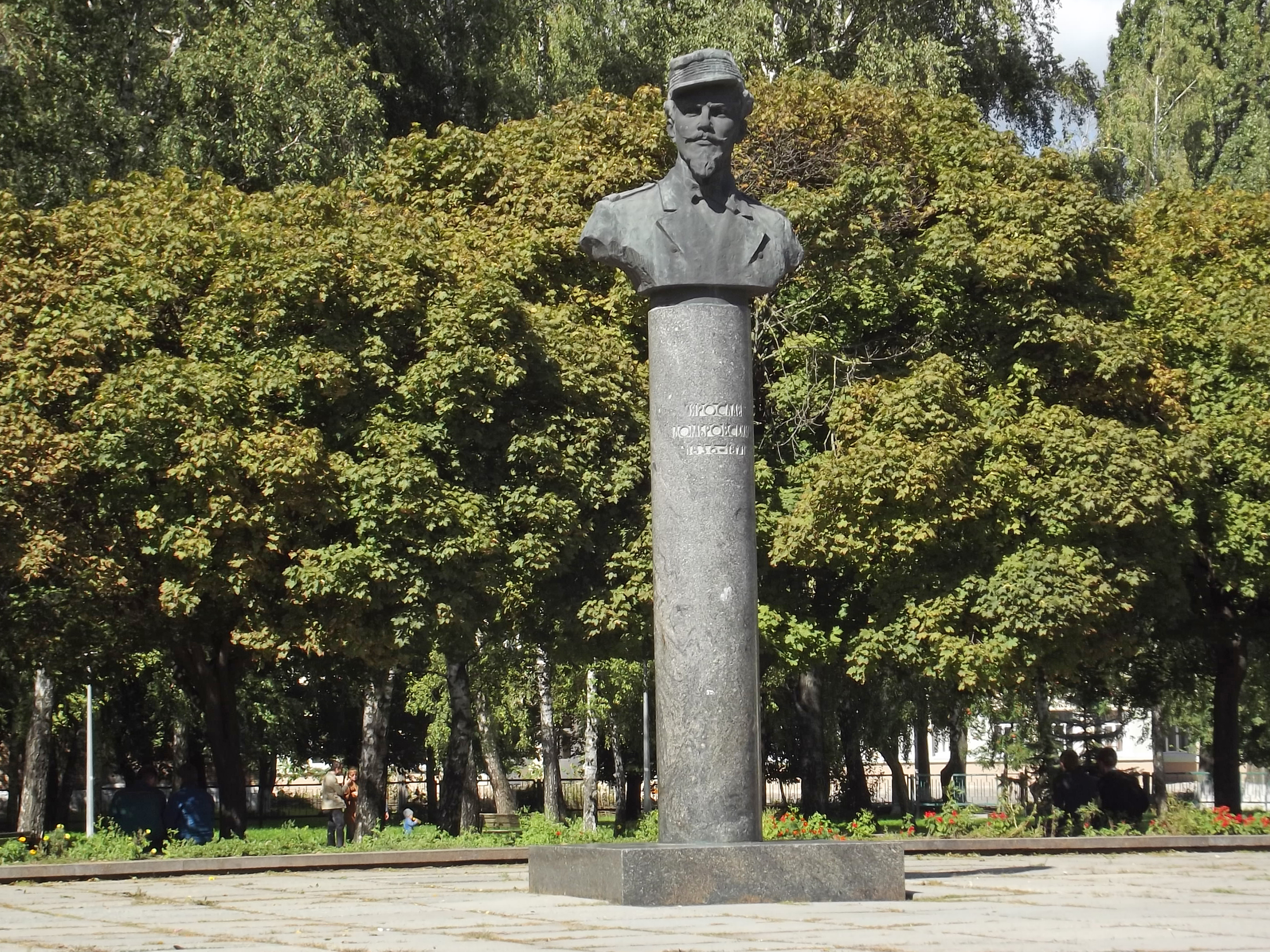
Monumento dedicado a Dąbrowski en Zhytomyr
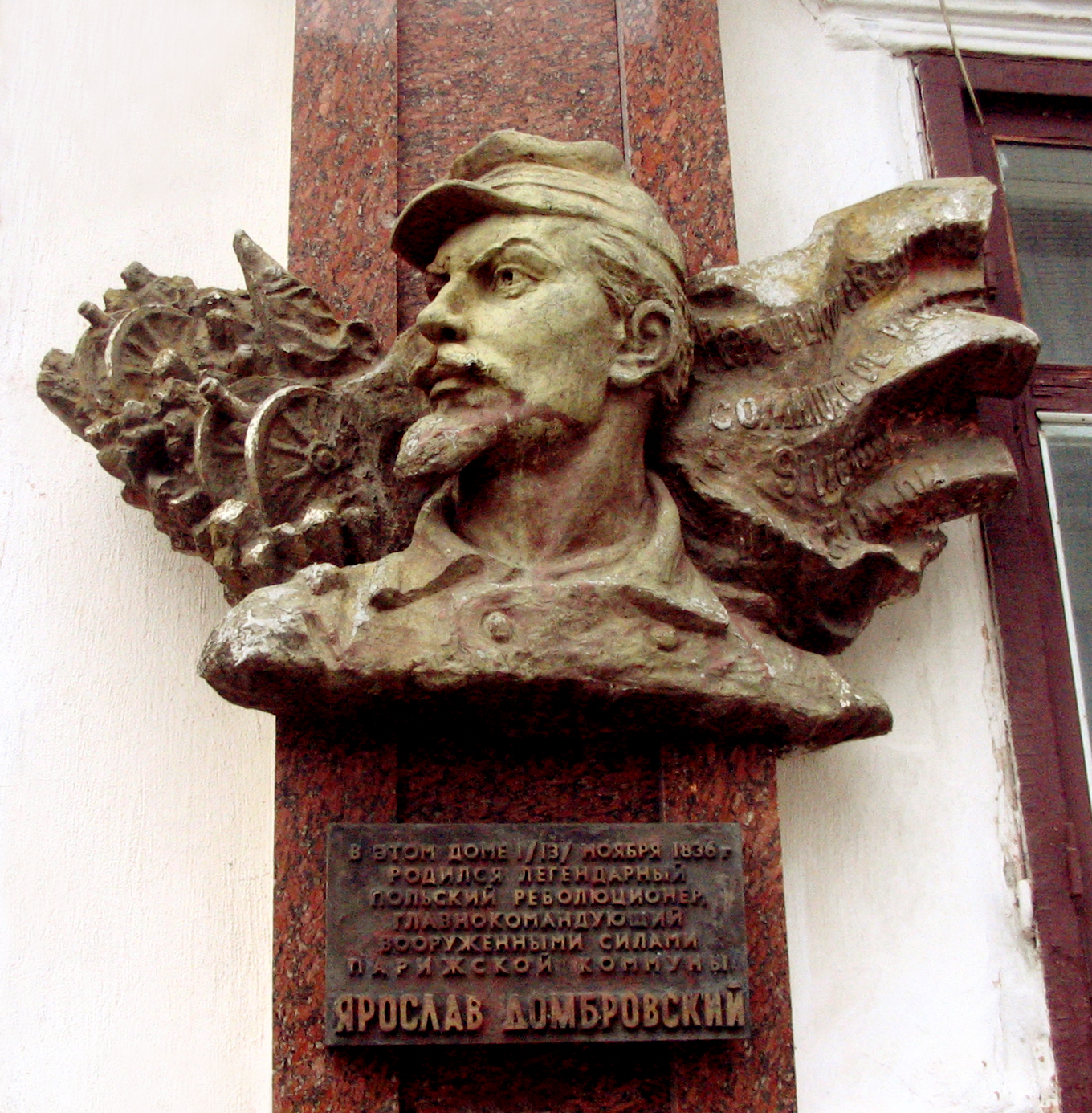
Memorial en la casa donde nació Dabrowski en Zhytomyr

Varias escuelas y calles fueron nombradas en su honor en Polonia; entre ellas la más notable es la Universidad Militar de Teconología en Varsovia. En la guerra civil española (1936-1939), el batallón Dabrowski y varias unidades del tamaño de brigada (conocidas en polaco como Dąbrowszczacy) fueron nombradas en su honor.